# الشيعة في الأمريكتين

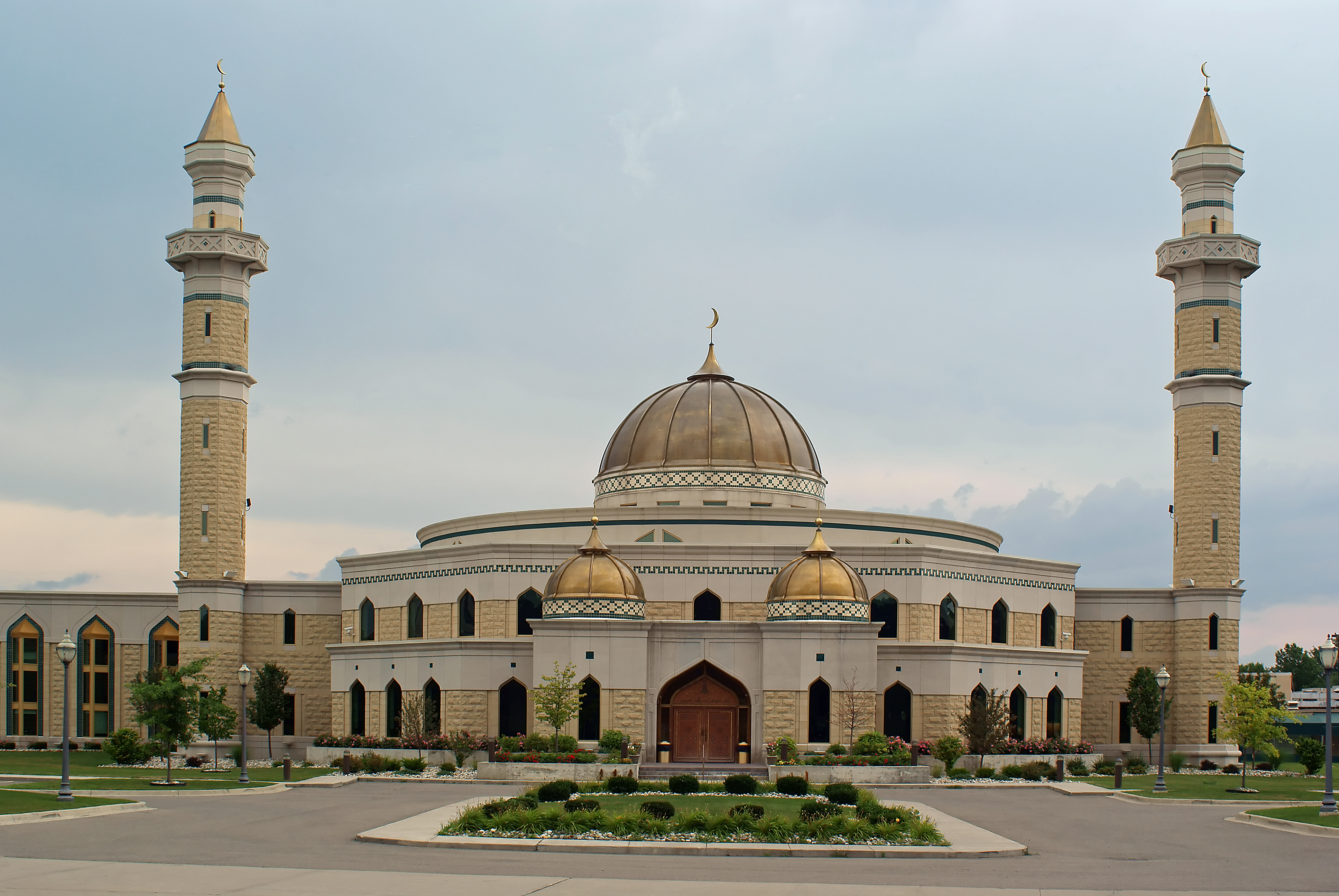
المركز الإسلامي في أمريكا، وهو أكبر مسجد في الولايات المتحدة ، الذي يقع في مدينة ديربورن بولاية ميشيغان. هذا المسجد أيضًا أقدم مسجد شيعي في أمريكا، وقد تأسس عام 1963

يتراوح عدد الشيعة في العالم بحوالي 154-200 مليون نسمة و15-20٪ منهم يسكنون أمريكا الشمالية والجنوبية. وفي الولايات المتحدة يصل عدد السكان الشيعة إلى 786,000 نسمة.
وهم ينحدرون من جميع أنحاء العالم كجنوب آسيا، أوروبا، الشرق الأوسط، وشرق أفريقيا.
لديهم المراكز والمنظمات العديدة كالمركز الإسلامي في أمريكا ومنظمة الشيعة الاثنا عشرية في أمريكا الشمالية (NASIMCO).

## أماكن الانتشار

### البرازيل
يبلغ عدد الشيعة في البرازيل مليون نسمة تقريباً، ويرجع تاريخ تواجدهم هناك إلى زمن الدولة العثمانية وذلك بمجيء الشيعة الهاربين من التجنيد العسكري. ولهجرة اللبنانيين في منتصف هذا القرن الاثر الكبير لوجود التشيع في هذا البلد.
يتواجدون الشيعة غالبا في منطقة كروتيبا.
ولهم نشاطات كثيرة، ولديهم المراكز والمعاهد الإسلامية، ينشرون فيها المعتقدات الشيعية ورسالة أهل البيت. مثل مسجد محمد رسول الله في ساوباولو ومركز الإمام الخميني في فوزدواكوازو، وكذلك مسجد الامام علي الذي يصلي فيه المسلمين من السنة والشيعة.
وكذلك لهم نشاطات ثقافية كإصدار الكتب العقائدية وترجمة الكتب المهمة إلى اللغة البرتغالية، ككتاب نهج البلاغة وكتاب نظام حقوق المرأة في الإسلام وكذلك كتاب الشيعة في الإسلام وعدة كتب أخرى.

### جزر الباهاما
المركز الإسلامي (الشيعي) «أمة المسلمين»

### الولايات المتحدة الأمريكية
هاجرت المجموعة الأولى من المسلمين الشيعة المهاجرين إلى الولايات المتحدة من دول مثل لبنان وسوريا منذ حوالي 180 عامًا (أي 1824-1878). انتقل الشيعة المذكورين إلى أماكن بين ديترويت وميتشيغان وروس (كاليفورنيا) وداكوتا الشمالية.

#### مدينة ديترويت في الولايات المتحدة
يتواجد في مدينة ديترويت أكثر من 30,000 مسلم شيعي، معظمهم لبنانيون وعراقيون. وهذه المنطقة تُعرف بالجالية العربية-الأمريكية في الولايات المتحدة.

### كندا
يترواح عدد المسلمين في كندا نحو 850,000 شخصاً، و 300,000 شخص منهم من أتباع الطائفة الشيعية وهم من بلاد إيران، العراق، سوريا، لبنان، باكستان، تنزانيا، كينيا، أوغندا، الهند، أفغانستان، وأذربيجان. يوجد أكثر من 360 مسجدًا ومركزًا إسلاميًا في كندا، 80 منها مملوكة لمسلمين شيعة.

### فنزويلا
في الوقت الحالي، تمتلك فنزويلا خمسة عشر جمعية مدنية إسلامية منتشرة في عشر ولايات من البلاد. المهاجرون العرب والفنزويليون والكريول يشكلون الإسلام كتقليد معروف في فنزويلا. أقرب تقدير للوقت الذي بدأ فيه الإسلام في القدوم إلى هذا البلد مرتبط بـ «منذ قرون». يقدر عدد المسلمين في فنزويلا من 800000 إلى ما يقرب من مليون شخص. يعود وجود المسلمين والشيعة في فنزويلا إلى أكثر من 200 عام. يعيش الشيعة الفنزويليون (معظمهم من اللبنانيين) في مدن مختلفة في فنزويلا. يقدر عدد المسلمين الشيعة اللبنانيين في هذا البلد بحوالي 20 ألف شخص منتشرين في هذا البلد ويعيشون بشكل رئيسي في مدينة كاركاس وجزيرة مارغريتا.

## المؤسسات والمراكز

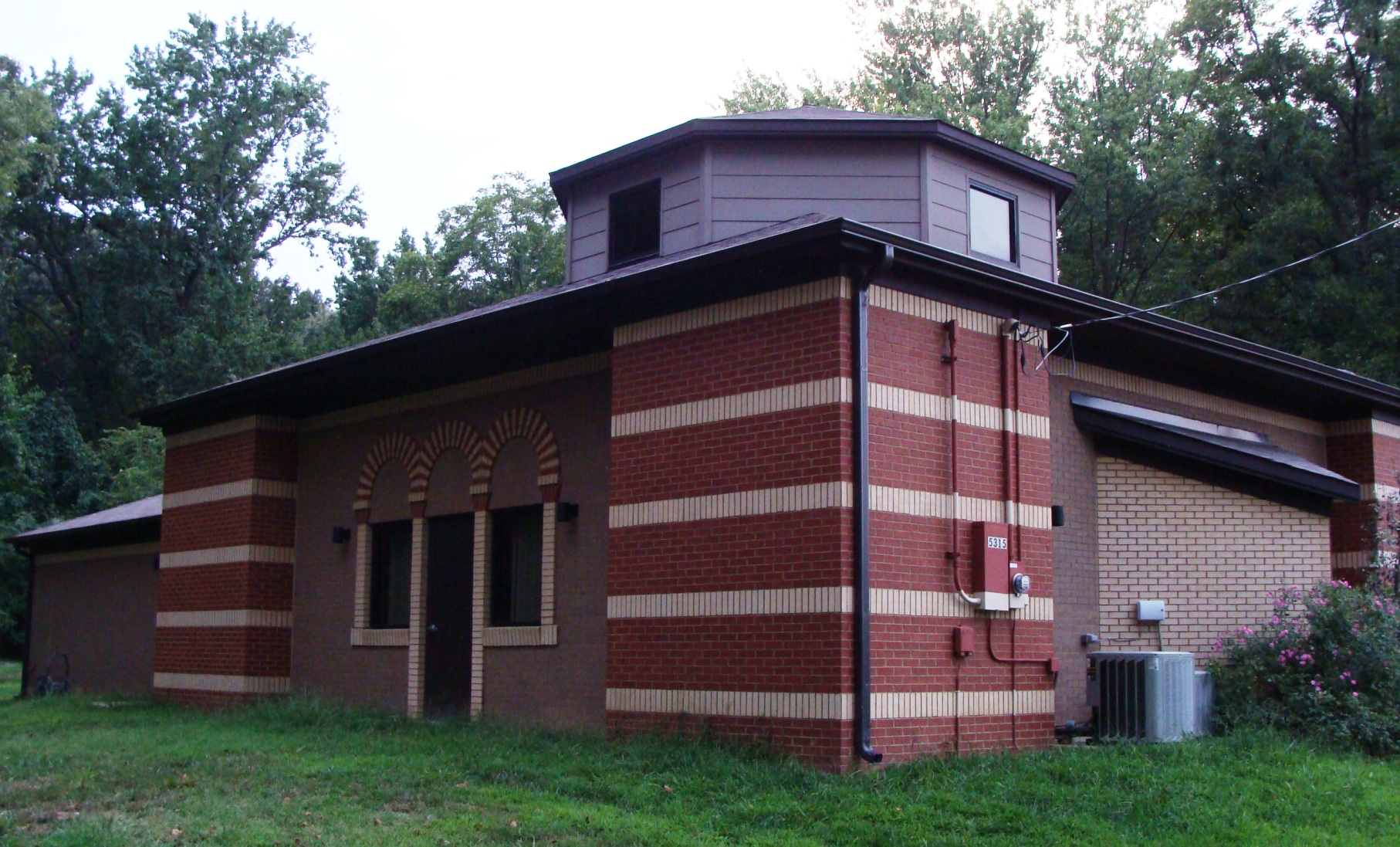
مسجد الرسول للشيعة في ممفيس.

يوجد ما مجموعه حوالي 250 (الی 360) مركزًا شيعيًا في الولايات المتحدة (وكندا).

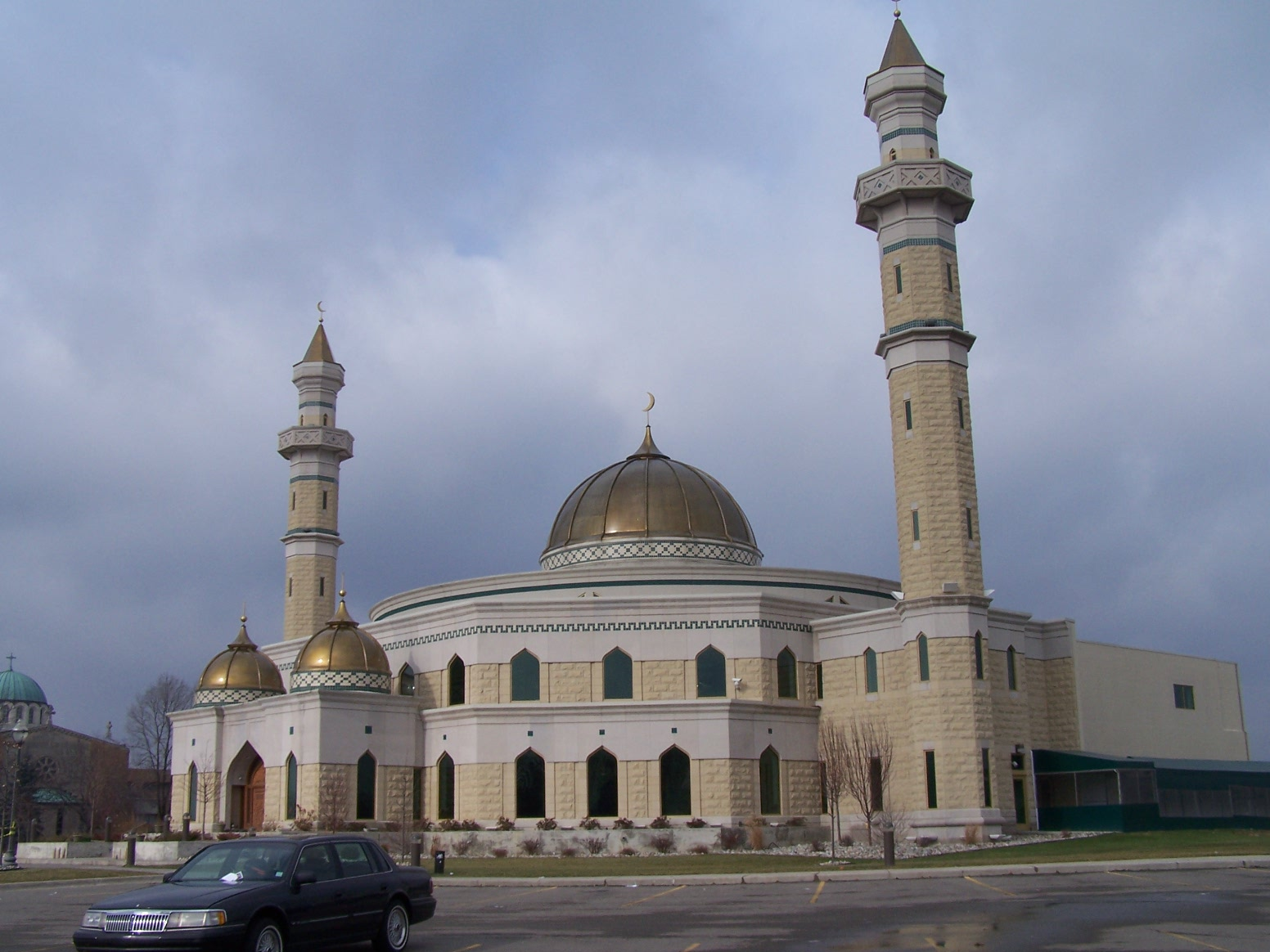
صورة أخرى من المركز الإسلامي في أمريكا.

### المركز الإسلامي في أمريكا
المركز الإسلامي في أمريكا هو مسجد للشيعة يقع في مدينة ديربورن بولاية ميشيغان. ويعتبر أكبر مسجد في أمريكا الشمالية وأقدم مسجد للشيعة في الولايات المتحدة وغالبا يسمى بـ «قلب التشيع» في الولايات المتحدة.

### منظمة الشيعة الاثنا عشرية في أمريكا الشمالية
منظمة الشيعة الاثنا عشرية في أمريكا الشمالية (NASIMCO) هي منظمة دينية وثقافية للطائفة الشيعية في شمال أمريكا. ومن إنجازاته الثقافية، نشر الكتب الشيعية والمراجع الأساسية لمذهب التشيع وتاريخه.

### مجلس علماء المسلمين الشيعة
تأسس مجلس علماء المسلمين الشيعة في أمريكا الشمالية عام 1994م وهو معروف أيضاً باسم المؤسسة المركزية لأتباع الشيعة.

### مؤسسة الخوئي
أسس أبو القاسم الموسوي الخوئي مؤسسة الخوئي في نيويورك عام 1980م، وهو زعيم علماء الشيعة.
وهناك منظمات ومؤسسات أخرى في الأمريكتين، منها:
| المنطقة    | المنظمة |
| ---------- | --- |
| كاليفورنيا | - الجمعية الجعفرية الإسلامية - رابطة الشيعة في منطقة خليج سان فرانسيسكو - الجمعية الزينبية الاسلامية - مسجد الإسلامية - المركز الإسلامي لشمال كاليفورنيا - الجماعة الإسلامية الشيعية إثنا - عشري في لوس أنجلوس - مكتبة ستوكتون الإسلامية |
| كونيتيكت   | - المعهد الإسلامي لأهل البيت |
| جورجيا     | - مركز قافلة حيدر - مركز شباب زينب - مركز زينب الإسلامي للتربية |
| أيداهو     | - مركز الامام المهدي (عج) الاسلامي - رابطة الطلاب المسلمين ISU |
| إلينوي     | - منظمة العصر - منظمة المسلمين الشيعة في الغرب الأوسط - المسلمون المتحدون في أمريكا - مركز التربية الإسلامية |
| ماريلاند   | - إدارة الجعفرية التعليمية - مركز الامامية (Inc) - مركز التربية الإسلامية |
| ميشيغان    | - مركز الخدمات التعليمية الإسلامية لأنصار الإمام المهدي - مركز كربلاء التعليمي - مسجد الإمام علي - مؤسسة فدك - أتباع منظمة أهل البيت الإسلامية - منظمة النوايا الحسنة الخيرية - المعهد الإسلامي للمعرفة |
| مينيسوتا   | - مركز الجعفري الإسلامي الصغرى |
| ميزوري     | - مركز التعليم الإسلامي الشيعي |
| نبراسكا    | - مؤسسة الهداية |
| نيويورك    | - الحوزة العلمية جامعة ولي العصر - مركز النجف الإسلامي - جماعة الشيعة الاثناعشرية - مركز الإمام الخوئي الإسلامي - المعهد الإسلامي بنيويورك - المدرسة الإسلامية - لوحات عزرا - تحريك القران الكريم |
| نيو جيرسي  | - رابطة الشيعة في أمريكا الشمالية - آستان الزهراء - بيت القائم - محفل شاه الخراسان - مركز امام الزمان في أمريكا الشمالية - رسالة السلام، شركة (بيام أمان) - مؤسسة مسلم، وشركة |
| أوهايو     | - الاتحاد الجفري في أوهايو - مجموعة الطلاب المسلمين |
| بنسيلفانيا | - منظمة الأطباء الإمامية (IMI) - المهدية - جمعية الاثنا عشرية من PA. - * جمعية الدراسات الإسلامية |
| تكساس      | - الجمعية الحيدرية - رابطة الشرطة - الجمعية الإسلامية لأهل البيت - مؤسسة الدعاية الإسلامية - منظمة متروبوليس الإسلامية في أمريكا الشمالية (MOMIN) - مدرسة Elhadi Accelerator Learning School |
| فرجينيا    | - مركز الكوفة للمعارف الاسلامية - مركز المحمدية بفيرجينيا |
| واشنطن     | - منظمة زينب في سياتل الكبرى |
| كندا       | - الجمعية الإسلامية للشيعة الإثني عشرية في إدمونتون - جمعية مسلمين الشيعة في مقاطعة بريتش كولومبيا - منظمة شباب الشيعة - الجمعية الإسلامية للشيعة الإثني عشرية في تورنتو - الجمعية الإسلامية للشيعة الإثني عشرية من لندن في أونتاريو - منظمة شباب المهدي - رابطة المسلمين الاثنا عشرية في أوتاوا - جمعية الهدى الاسلامية اللبنانية في أونتاريو - الجمعية الإسلامية للشيعة الحيدريين في كيبيك |

## وصلات خارجية
- الشيعة في أمريكا